# 阿米夏琼山
阿米夏琼山（藏語：ཨ་མེྱསབྱ་ཁྱུང།）简称夏琼，位于中华人民共和国青海省同仁县县城隆务镇西南15公里处,是当地藏族心目中的“神山”。峰顶常年积雪，最高海拔4767米，是同仁县的最高点。此山尚未开发，但当地群众每年举行大规模的祭祀山神活动。偶有藏传佛教密宗高僧在此闭关修行。